# Loweia parvipuncta
Loweia parvipuncta är en fjärilsart som beskrevs av Barend J. Lempke 1954. Loweia parvipuncta ingår i släktet Loweia och familjen juvelvingar. Inga underarter finns listade i Catalogue of Life.